# Övraböke
Övraböke este o arie protejată (arie specială de conservare — SAC, sit de importanță comunitară — SCI) din Suedia întinsă pe o suprafață de 27,3 ha, integral pe uscat.

## Localizare
Centrul sitului Övraböke este situat la coordonatele 56°54′37″N 12°53′29″E / 56.9102°N 12.8915°E.

## Înființare
Situl Övraböke a fost declarat sit de importanță comunitară în ianuarie 2002 pentru a proteja un număr necunoscut de specii din flora spontană și fauna sălbatică aflate în arealul zonei. Situl a fost protejat și ca arie specială de conservare în martie 2011.

## Biodiversitate
Situată în ecoregiunea boreală, aria protejată conține 5 habitate naturale: Păduri de fag Asperulo-Fagetum, Păduri de fag Luzulo-Fagetum, Păduri caducifoliate bătrâne naturale hemiboreale fino-scandinave (Quercus, Tilia, Acer, Fraxinus sau Ulmus) bogate în specii epifite, Păduri caducifoliate de mlaștină fino-scandinave, Izvoare fino-scandinave și mlaștini produse de izvoare bogate în minerale.
La baza desemnării sitului se află un număr nedeclarat de specii protejate.